# Josep de Boltas
Josep de Boltas (ur.  11 października 1738 w Oranie w Algierii - zm. 8 grudnia 1795) – hiszpański duchowny katolicki, biskup Seo de Urgel i zarazem współksiążę episkopalny Andory od 31 maja 1785 do 8 grudnia 1795.